# Antonio Mance
Antonio Mance (* 7. August 1995 in Rijeka) ist ein kroatischer Fußballspieler.

## Karriere

### Verein
Nach seinen Anfängen in seiner Heimatstadt in der Jugend des HNK Orijent 1919 Rijeka und des HNK Rijeka wechselte er im Sommer 2011 in die Jugendabteilung des NK Pomorac Kostrena. Nachdem er für seinen Verein im April 2013 auch zu seinem ersten Einsatz im Seniorenbereich in der 2. kroatischen Liga gekommen war, wechselte er im Sommer 2013 in die Jugendabteilung des NK Istra 1961. Dort kam er zu seinen ersten Einsätzen in der 1. kroatischen Liga, wurde aber im Sommer 2014 kurzzeitig nochmal an seinen Jugendverein NK Pomorac Kostrena verliehen.
Im Sommer 2015 wechselte er zum NK Domžale in die 1. slowenische Liga. Nach 41 Ligaspielen für seinen Verein schloss er sich im Winter 2017 dem FK AS Trenčín in der 1. slowakischen Liga an. Von dort wurde er im Winter 2019 zum FC Nantes in die Ligue 1 nach Frankreich verliehen.
Im Sommer 2019 wechselte er zurück nach Kroatien und schloss sich dem NK Osijek in der ersten Liga an. Im Sommer 2020 schloss er sich leihweise dem Puskás Akadémia FC in der 1. ungarischen Liga an. Im August 2021 wechselte er leihweise nach Deutschland und schloss sich dem FC Erzgebirge Aue in der 2. Bundesliga an. Bereits im Januar 2022 wurde die Leihe aufgelöst und er kehrte nach Kroatien zurück. Nach einem weiteren Jahr in Osijek wechselte Mance erst Anfang 2023 zum ungarischen Erstligisten Debreceni Vasutas SC und im folgenden September weiter zu dessen Ligarivalen Zalaegerszegi TE FC.
Seit dem 1. Juli 2024 steht der Stürmer beim Umm-Salal SC in der Qatar Stars League unter Vertrag.

### Nationalmannschaft
Antonio Mance absolvierte für die U-19 und U-20 des Kroatischen Fußballverbands in den Jahren 2014 und 2015 fünf Länderspiele, bei denen ihm ein Tor gelang.

## Erfolge
- Slowenischer Pokalsieger: 2017

## Sonstiges
Sein älterer Bruder Armando (* 1992) ist ebenfalls Profifußballer und spielt seit 2020 beim unterklassigen Verein NK Vinodol in Kroatien. Vorher war der Mittelstürmer u. a. bei HNK Rijeka, FK Borac Banja Luka und Inter Bratislava aktiv.